# 13310 Nilvo
13310 Nilvo este o planetă minoră (asteroid) din centura de asteroizi. A fost descoperită pe 14 septembrie 1998 la Magdalena Ridge Observatory⁠(d) de Lincoln Near-Earth Asteroid Research. 
Obiectul prezintă o orbită caracterizată de o semiaxă mare de 3,1151479 UAi, o excentricitate de 0,2, o înclinație de 3,19659 ° în raport cu ecliptica.